# Sully Eldin
Pour les articles homonymes, voir Eldin.
Sully Eldin, né le 16 décembre 1879 à Vagnas (Ardèche) et mort le 30 mai 1940 à Vallon (Ardèche), est un homme politique français.

## Biographie
Paul Louis Sully Manuel Eldin dit Sully Eldin est le fils d'un notaire protestant. Après des études de droit, il est reçu avocat à Privas mais il préfère rester dans son village de Vallon où il est propriétaire de vignobles, Sully Eldin se marie avec Marie-Mélanie Peschier et ils auront un fils Antoine aussi avec sa femme ils élèvent leur neveu Marc Peschier (qui sera maire de Vallon-Pont-d'Arc de 1977 à 1983) et qui avait perdu ses parents. En 1899 avec des amis, il crée un "Groupe d'étude sociale" qui fut une des premières organisations socialiste du département dont il devient le responsable avec Paul Eyrioux. Eldin rejoint le POF puis la SFIO en 1905 et il jouera un rôle prépondérant dans la création de la fédération SFIO de l'Ardèche en 1911. En 1919, après la guerre, Sully Eldin se lance en politique en réorganisant la section SFIO de Vallon seul (Paul Eyrioux étant décédé en 1915 au front) et en décembre, il se présente au conseil général pour le canton de Vallon où il sera élu avec 59,29 % des voix.
Lors du congrès de Tour en 1920, la section socialiste de Vallon vota pour l'adhésion à la IIIe international communiste et Sully Eldin rejoint le PCF dont il prendra la direction départementale. Il est élu vice-président du conseil général en 1921 et il est facilement réélu conseiller général l'année suivante et il quitte les communistes pour refonder la SFIO ardéchoise avec Édouard Froment. Lors des législatives de 1924, il est candidat sur la liste du Cartel des gauches, Eldin élu avec 46,33 % et il devient le premier député socialiste du département. Le 10 mai 1925, il est élu conseiller municipal de Vallon-Pont-d'Arc et quelques jours plus tard, le 22 mai, il accède aux fonctions de maire de la cité vallonnaise (Vallon restera à gauche jusqu'en 2001) en succédant à Louis Claron. De nouveau candidat aux élections de 1928 dans la 2e circonscription de Privas (retour au scrutin uninominale) il doit faire face au radical socialiste Edmond Largier et au communiste Vincent Mortier, Sully Eldin arrive en troisième position avec 22,42 % des voix et il se désiste en faveur de Mortier qui sera battu au second tour par le conseiller général de Villeneuve de Berg. Réélu maire en 1929 et 1935, Eldin décline les propositions de son parti pour une candidature à des élections législatives et Sully Eldin décède le 30 mai 1940 à Vallon-Pont-d'Arc.

## Détail des fonctions et des mandats
- 30 novembre 1919 - 30 mai 1940 : Conseiller général du canton de Vallon-Pont-d'Arc
- 22 mai 1925 - 30 mai 1940 : Maire de Vallon-Pont-d'Arc
- 11 mai 1924 - 30 mai 1928 : Député de l'Ardèche

## Sources
- « Sully Eldin », dans le Dictionnaire des parlementaires français (1889-1940), sous la direction de Jean Jolly, PUF, 1960 [détail de l’édition]